# Sistema Nacional de Servicios de Salud
El Sistema Nacional de Servicios de Salud (SNSS) de Chile es creado y posteriormente modificado el 2 de julio de 1979 a partir del SNS y SERMENA. Se compone de organismos públicos y estatales, y que juntos son el subsistema público de salud.

## Organismos centrales
- Ministerio de Salud
- SEREMI de Salud
- Instituto de Salud Pública (ISP)
- Fondo Nacional de Salud (FONASA)
- Central Nacional de Abastecimiento (CENABAST)

## Red de Hospitales Regionales
| Región                                              | Servicios |
| --------------------------------------------------- | --- |
| Región de Arica y Parinacota                        | Servicio de Salud Arica |
| Región de Tarapacá                                  | Servicio de Salud Iquique |
| Región de Antofagasta                               | Servicio de Salud Antofagasta |
| Región de Atacama                                   | Servicio de Salud Atacama |
| Región de Coquimbo                                  | Servicio de Salud Coquimbo |
| Región de Valparaíso                                | Servicio de Salud Valparaíso-San Antonio Servicio de Salud Viña del Mar-Quillota Servicio de Salud Aconcagua |
| Región Metropolitana de Santiago                    | Servicio de Salud Metropolitano Norte (SSMN) Servicio de Salud Metropolitano Occidente (SSMOC) Servicio de Salud Metropolitano Central (SSMC) Servicio de Salud Metropolitano Sur (SSMS) Servicio de Salud Metropolitano Oriente (SSMO) Servicio de Salud Metropolitano Sur Oriente (SSMSO) |
| Región del Libertador General Bernardo O'Higgins    | Servicio de Salud Libertador B. O'Higgins |
| Región del Maule                                    | Servicio de Salud del Maule |
| Región del Ñuble                                    | Servicio de Salud Ñuble |
| Región del Bío-Bío                                  | Servicio de Salud Concepción (SSC) Servicio de Salud Arauco Servicio de Salud Talcahuano (SST) Servicio de Salud Bíobío |
| Región de la Arucanía                               | Servicio de Salud Araucanía Norte Servicio de Salud Araucanía Sur |
| Región de Los Ríos                                  | Servicio de Salud Valdivia |
| Región de Los Lagos                                 | Servicio de Salud Osorno Servicio de Salud Reloncaví Servicio de Salud Chiloé |
| Región de Aysén del General Carlos Ibañez del Campo | Servicio de Salud Aysén |
| Región de Magallanes y la Antártida Chilena         | Servicio de Salud Magallanes |

## Cambios en los servicios de salud
- 24 de diciembre de 1999: Son creados mediante la Ley N° 19.650 los Centros de Referencia de Salud (CRS) como establecimientos experimentales. Actualmente gozan de autonomía, personalidad jurídica y patrimonio propio.[1]
- 1 de enero de 2005: en la Región Metropolitana (RM) deja de funcionar el Servicio de Salud Metropolitano del Ambiente (SESMA) encargado de fiscalizar y sancionar el incumplimiento de las disposiciones del Código Sanitario entre otras normativas. Sus funciones fueron asumidas por el SEREMI de Salud de la RM.